# クアローナ
クアローナ（伊: Quarona）は、イタリア共和国ピエモンテ州ヴェルチェッリ県にある、人口約3,900人の基礎自治体（コムーネ）。

## 地理

### 位置・広がり
| 隣接するコムーネは以下の通り。 - ボルゴセージア - チェッリオ・コン・ブレイア (ブレイア、チェッリオ) - ヴァラッロ |